# Garnier
von Garnier – śląska rodzina szlachecka pochodzenia francuskiego. Czeskie szlachectwo i inkolat od 1729 r. Od 1840 r. z tytułem pruskiego hrabiego (primogenitura) von Garnier-Turawa.

## Dzieje

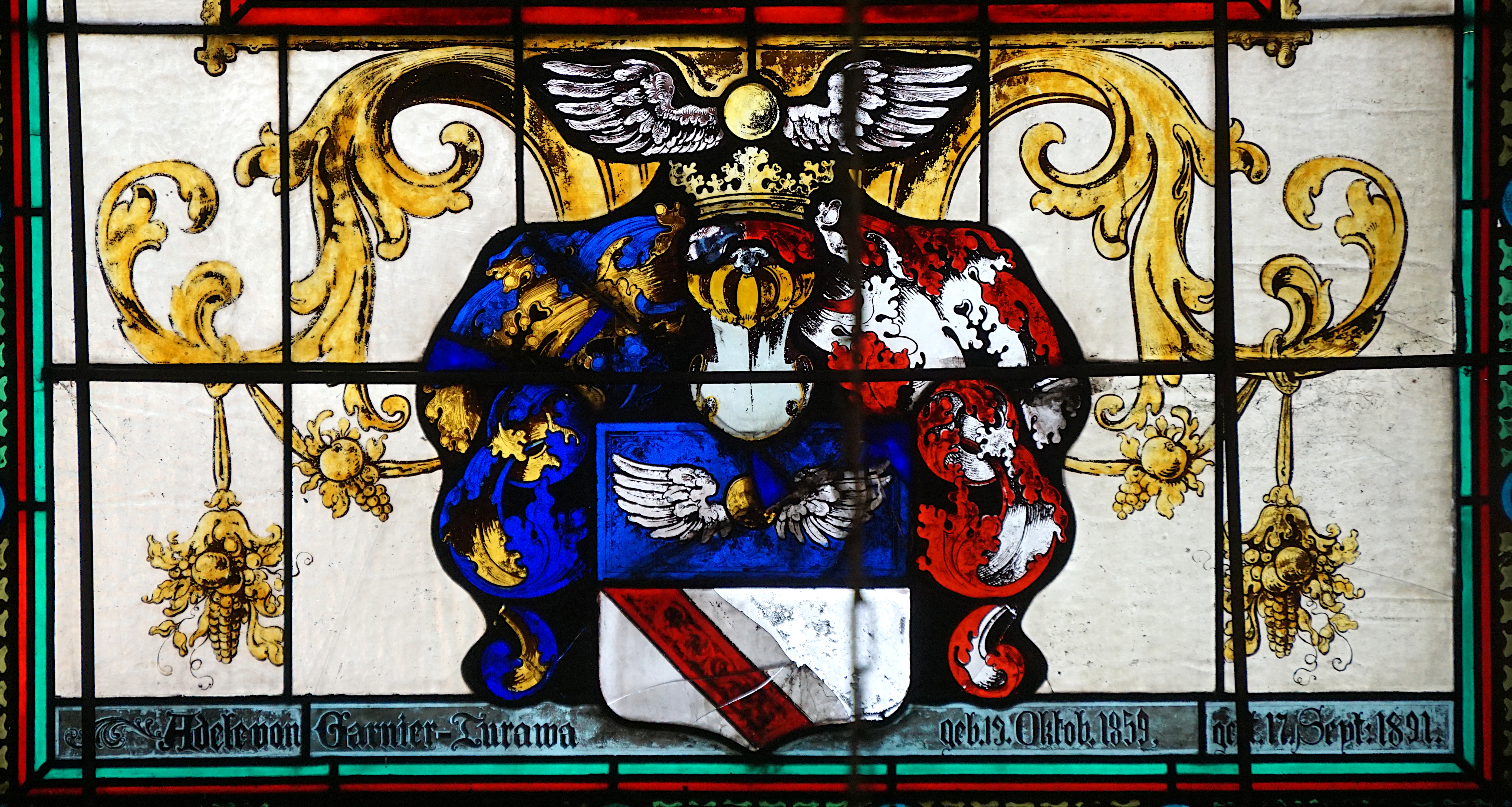
Herb rodu Garnier-Turawa w oknie kościoła św. Archanioła Michała w Kotorzu Wielkim

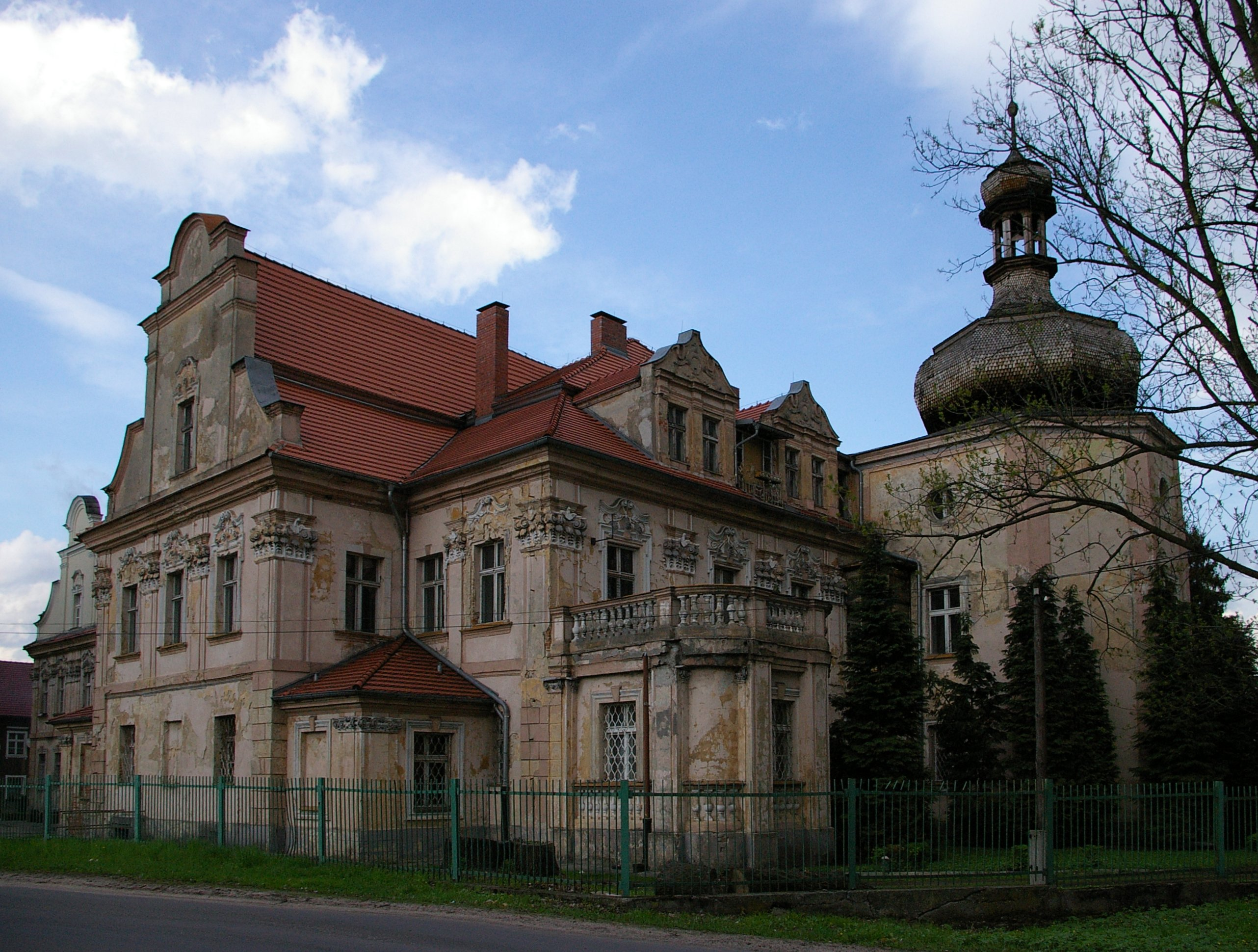
Pałac w Turawie

### Na Śląsku
Założycielem linii śląskiej był Piotr Garnier, syn Jana Baptysty. Pochodził z Mt. Saxonnet k. Cluses we Francji. Uzyskał on 18 grudnia 1729 r. czeski inkolat i został zaliczony do czeskiego stanu rycerskiego. Dzięki małżeństwu Anny Barbary z Józefem (Antonim?) Scholtz von Löwencron z Wieszowy i Kamieńca (koło Zbrosławic), weszli w posiadanie śląskich dóbr Turawa. Anna Barbara była dwukrotnie zamężna – jej drugim mężem był hrabia von Gaschin.
W 1794 r. z dóbr Turawa Anna Barbara utworzyła majorat. Składały się na niego majątki: Turawa, Kobylno, Kotórz Wielki, Kotórz Mały, Bierdzany, Ligota Turawska, Zakrzów Turawski, Kadłub Turawski oraz Gosław. Anna Barbara zmarła 11 lutego 1804 r. Jej spadkobiercą został Franciszek Ksawery von Garnier (zm. 1838 r.), syn Andrzeja. Dobra przekształcił w fideikomis.
Syn Franciszka Ksawerego, Franciszek Serafin uzyskał 14 sierpnia 1841 r. od pruskiego króla Fryderyka Wilhelma IV tytuł hrabiego von Garnier-Turawa. Tytuł ten miał być dziedziczony na zasadzie primogenitury i przynależny każdorazowemu panu majoratu turawskiego. Hrabia zmarł w Turawie 20 lipca 1853 r. Kolejnymi właścicielami byli:
- Konstantyn, 2. hrabia von Garnier-Turawa (syn), zmarł w Turawie 30 marca 1861 r.
- Konstantyn, 3. hrabia von Garnier-Turawa (syn), zmarł w 1868 r.
- Karol, 4. hrabia von Garnier-Turawa (brat), zmarł w Turawie 29 października 1898 r.
- Hubert, 5. hrabia von Garnier-Turawa (syn), zmarł w Niemczech 6 października 1952 r.

### We Francji
We Francji nazwisko Garnier nosili m.in.:
- Bernard Garnier (zm. po 1450), który jako antypapież Benedykt XIV rezydował w hrabstwie Armagnac w latach 1425-30.
- Robert Garnier (ok. 1545–1590), dramatopisarz, naśladował Senekę. Autor pierwszej francuskiej tragikomedii (Bradamante).
- Stefan Józef Garnier-Pages (XIX wiek), polityk, republikanin.
- Ludwik Garnier-Pages (XIX wiek), polityk, umiarkowany republikanin (brat poprzedniego)
- Karol Garnier (1825–1898), architekt, jeden z głównych reprezentantów stylu eklektycznego. Autor m.in. projektu neobarokowego gmachu opery w Paryżu oraz kasyna w Monte Carlo.
- Tony Garnier (1869–1948), architekt i urbanista, jeden z pionierów budownictwa nowoczesnego. Projektant idealnego miasta przemysłowego. W Lyonie zbudowano według jego projektu Stadion Olimpijski.

## Literatura
- dot. Karola i Tonego Garnier w:
  - A.Dulewicz, Encyklopedia sztuki francuskiej. Artyści, dzieła, pojęcia, Warszawa 1997, s.196-197.

- o rodzie von Garnier:
  - Genealogisches Handbuch des Adels. Der Gräfliche Häuser B, Band I, Limburg A.d. Lahn 1953
  - Genealogisches Handbuch des Adels. Der Adelige Häuser B, Band VII, Limburg A.d. Lahn 1965.
  - A. Kuzio-Podrucki, Górnośląscy Garnierowie. Zarys dziejów i rodowód, w: Zaranie. Seria Druga, pod redakcją naukową prof. Ryszarda Kaczmarka, nr 9, Katowice 2023 ISSN 0044-183X * on-line